# Denis Henriquez
Denis Henriquez (Oranjestad, 10 de outubro de 1945) é um escritor arubano.
Estudou física em Delft e exerceu como professor no Erasmiaans Gymnasium de Rotterdam.

## Obra
- 1981 E soño di Alicia. Basado em "Alice in Wonderland" de Lewis Carroll
- 1988 Kas pabow (poesia)
- 1992 Zuidstraat
- 1995 Delft blues
- 1999 De zomer van Alejandro Bulos

## Prêmios
Prijsvraag van het Antilliaans Verhaal, 1990